# Garden Suburb
Il garden Suburb è una tecnica urbanistica che consiste nel creare zone a bassa densità di costruzioni (con abitazioni basse e poco ingombranti separate da giardini) ed abitativa subito attorno al nucleo "storico" della city, che invece sviluppa in altezza ed ha enorme densità abitativa e costruttiva. Il metodo venne sviluppato soprattutto a Chicago nel periodo della ricostruzione subito posteriore al grande incendio del 1871. Certamente lo sviluppo del modello fu agevolato dall'invenzione dei mezzi di comunicazione a vapore, che agevolavano il continuo flusso e ,movimento di masse dai suburbs alle zone produttive o amministrative localizzate nel "centro della città" (ammesso che in una metropoli moderna si possa definire tale). Un classico esempio potrebbe essere il Hampstead Garden Suburb di Londra.